# Altino
Altino ist ein Ort mit 3031 Einwohnern in der Provinz Chieti in der Region Abruzzen in Italien.
Der Ort befindet sich auf einem großen Felsen über dem Tal des Flusses Aventino. Die Nachbargemeinden sind Archi, Atessa, Casoli, Perano, Roccascalegna und Sant’Eusanio del Sangro. Im Tal befinden sich Obst- und Olivenbäume sowie Trauben.

## Weinbau
In der Gemeinde werden Reben der Sorte Montepulciano für den DOC-Wein Montepulciano d’Abruzzo angebaut.